# Beaches (gruppo musicale)
Le Beaches sono una band noise rock/indie rock australiana formatasi a Melbourne nel 2008.

## Storia
Durante la loro carriera hanno pubblicato tre album, assimilando influenze post-punk, shoegaze e garage rock con una forte componente noise rock.

## Formazione
- Antonia Sellbach - chitarra elettrica, voce
- Alison Bolger - chitarra elettrica, voce
- Ali McCann - chitarra elettrica, voce
- Gill Tucker - basso elettrico, voce
- Karla Way - batteria, voce

## Discografia parziale

### Album in studio
- 2008 - Beaches
- 2013 - She Beats
- 2017 - Second Of Spring

### EP
- 2010 - Eternal Sphere

### Singoli
- 2010 - Beaches